# Larentia tenuis
Larentia tenuis là một loài bướm đêm trong họ Geometridae.